# Йоганнес Рудольф Мюленкамп
Йоганнес Рудольф Мюленкамп (нім. Johannes-Rudolf Mühlenkamp; нар. 9 жовтня 1910 — пом. 23 вересня 1986) — німецький воєначальник часів Третього Рейху, штандартенфюрер військ СС. Кавалер Лицарського хреста з дубовим листям (21.09.1944).

## Життєпис
Народився 9 жовтня 1910 року в місті Монтіньї-ле-Мец у Лотарингії (нині — Франція) в родині власника готелю. Після закінчення школи вступив до війська.
Член НСДАП з 1933 року. Член СС з 1 квітня 1933 року із зарахуванням до 4-го полку СС «Шлезвіг-Гольштейн». У вересні 1934 року переведений до 2-го полку СС «Німеччина».
У 1935 році закінчив юнкерське училище СС у Брауншвейзі. 20 квітня 1936 року отримав звання унтерштурмфюрера СС 15-ї роти 2-го полку СС. 1 листопада 1937 року призначений командиром взводу 2-го батальйону полку СС «Німеччина», а з 5 травня 1938 року — командир 15-ї мотоциклетної роти того ж полку. Відзначився в Польській кампанії 1939 року, ставши одним з перших у військах СС, нагороджених Залізними хрестами обох ступенів.
Брав участь у Французькій кампанії, протягом кількох тижнів був ад'ютантом командира дивізії СС «Дас Райх» Пауля Гауссера, а з 1 грудня 1940 року — командир розвідувального батальйону цієї дивізії. В ході Балканської кампанії 1941 року провів декілька сміливих операцій, продемонструвавши свою прихильність до мобільних дій.
З початком військового вторгнення до СРСР штурмбанфюрер СС Й. Мюленкамп продовжував командувати розвідувальним батальйоном. 15 жовтня 1941 року під час мінометного обстрілу в районі Єльні отримав важке поранення й протягом 4-ї місяців перебував у шпиталі. Ще перебуваючи у шпиталі дізнався про своє нагородження Золотим Німецьким Хрестом.
Після одуження 11 лютого 1942 року був призначений командиром першого у військах СС танкового батальйону, який був включений до складу дивізії СС «Вікінг». Під час боїв за Ростов-на-Дону влітку 1942 року танкісти батальйону відзначились, переломивши хід бою на свою користь, за що 3 вересня 1942 року Й. Мюленкамп був нагороджений Лицарським хрестом Залізного хреста.
З 1 березня 1943 року — командир 5-го танкового полку СС у складі 5-ї танкової дивізії СС «Вікінг».
З 12 серпня по 9 жовтня 1944 року — командир 5-ї танкової дивізії СС «Вікінг». У квітні 1944 року танкісти полку здійснили прорив радянської оборони і деблокували оточений в Ковелі німецький гарнізон. За цей успіх оберштурмбанфюрер Й. Мюленкамп отримав військове звання штандартенфюрера, а 21 вересня 1944 року був нагороджений Лицарським хрестом з дубовим листям.
9 жовтня 1944 року переведений в Інспекцію танкових частин військ СС при Головному оперативному управлінні СС.
З 30 січня по 5 лютого 1945 року очолював 32-гу панцер-гренадерську дивізію СС «30 січня».
Згодом знову повернувся до Інспекції танкових частин військ СС на посаду інспектора.
У травні 1945 року здався в полон американським військам. Був засуджений, після звільнення займався родинним бізнесом. Помер 23 вересня 1986 року в Госларі.

## Звання
- Манн СС (1 жовтня 1934)
- Гауптшарфюрер СС (5 квітня 1936)
- Унтерштурмфюрер СС (20 квітня 1936)
- Оберштурмфюрер СС (9 листопада 1937)
- Гауптштурмфюрер СС (30 червня 1939)
- Штурмбаннфюрер СС (30 січня 1942)
- Оберштурмбаннфюрер СС (30 січня 1943)
- Штандартенфюрер СС (20 квітня 1944)

## Нагороди
- Нагрудний знак Німецької асоціації порятунку життя в золоті
- Німецька імперська відзнака за фізичну підготовку в бронзі
- Спортивний знак СА в бронзі
- Почесна шпага рейхсфюрера СС
- Кільце «Мертва голова»
- Йольський свічник для членів Кола друзів рейхсфюрера СС
- Медаль «За вислугу років у СС» 4-го і 3-го ступеня (8 років)
- Медаль «У пам'ять 13 березня 1938 року» (2 березня 1939)
- Медаль «У пам'ять 1 жовтня 1938» (4 травня 1939)
- Залізний хрест
  - 2-го класу (3 жовтня 1939)
  - 1-го класу (11 листопада 1939)
- Нагрудний знак «За танкову атаку» 3-го ступеня «50»
- Німецький хрест в золоті (2 січня 1942)
- Лицарський хрест Залізного хреста з дубовим листям
  - Лицарський хрест (3 вересня 1942)
  - Дубове листя (№596; 21 вересня 1944)
- Нагрудний знак «За поранення»
  - в сріблі (15 вересня 1942)
  - в золоті (13 січня 1943)
- Орден Корони короля Звоніміра 1-го класу з дубовим листям (Хорватія) (24 грудня 1943)
- Відзначений у Вермахтберіхт (11 липня 1944)